# 道の駅すさみ
道の駅すさみ（みちのえき すさみ）は、和歌山県西牟婁郡すさみ町江住にある国道42号の道の駅である。

## 概要
旧すさみ町立江住中学校の跡地に開業した。敷地面積は8860平方メートルで、駐車台数は大型車9台、普通車60台（身体障害者用5台）あり、国土交通省によって広域防災拠点としての機能を備えた重点道の駅に指定されている。食事処や物産店が入居する地域振興交流施設（鉄骨平屋、延床面積1181平方メートル）や旧中学校の体育館を利用したすさみ町立エビとカニの水族館も併設している。
道の駅に登録する前の2015年1月30日に「南海トラフ巨大地震等の広域防災拠点、南紀熊野ジオパーク等の資源と連携しゲートウェイ機能」を理由として、すでに重点「道の駅」に選定されていた。また、2021年には広域防災拠点となる「防災道の駅」として和歌山県内で唯一選定されている（2021年時点）。

## 施設
- 駐車場
  - 普通車：60台（身障者用駐車場：5台）[1]
  - 大型車：9台
- 第2駐車場[7]
  - 普通車 : 71台
- 災害用仮設トイレ 4基[7]
- トイレ
  - 男女
  - 多機能トイレ：1
  - 休憩コーナー
- 地域振興施設
  - 枯木灘鮮魚商会（鮮魚店）
  - すさみカフェ（カフェ）
  - 南紀すさみの恵み食堂 蒼海（レストラン）
  - すさみ夜市（同上）

### 管理団体
- 設置者：すさみ町
- 指定管理者：株式会社信濃路[1][2]

## 休館日
- 年中無休

## アクセス
- 国道42号
  - 和歌山県道36号上富田すさみ線 - 登録路線
  - 紀勢自動車道すさみ南インターチェンジ[1]
- 西日本旅客鉄道（JR西日本）紀勢本線（きのくに線）江住駅より徒歩5分

## 周辺施設
- すさみ海立エビとカニの水族館[2][3][4]
- フェアフィールド・バイ・マリオット・和歌山すさみ - 積水ハウスとマリオット・インターナショナルとの合弁事業によるホテルで、2021年6月9日に開業した[8][9][10]。道の駅併設型のホテルで[11]、温泉（日帰り入浴施設）も備えており道の駅の利用者も入浴可能となっている[10][12]。